# Nam giới

Biểu tượng của sinh vật đực trong sinh học và nam giới, hình chiếc khiên và ngọn giáo. Đây cũng là biểu tượng của Sao Hỏa trong chiêm tinh học, của thần chiến tranh trong thần thoại La Mã và của sắt trong thuật giả kim.

Nam giới hay đàn ông, cánh mày râu là từ chỉ giới tính đực của loài người. Đàn ông thường được dùng để chỉ một người nam giới trưởng thành, còn trước khi trưởng thành, nam giới thường được gọi là con trai.
Giống như hầu hết các loài động vật có vú đực khác, bộ gen của đàn ông thừa hưởng một dấu X nhiễm sắc thể từ mẹ và một Y nhiễm sắc thể từ bố. Thai nhi nam tạo ra lượng nội tiết tố androgen lớn hơn và lượng estrogen nhỏ hơn so với thai nhi nữ. Sự khác biệt về số lượng tương đối của các nội tiết tố sinh dục này là nguyên nhân dẫn đến sự khác biệt về sinh lý giúp phân biệt nam và nữ. Trong tuổi dậy thì, các hormone kích thích sản xuất androgen dẫn đến sự phát triển của các đặc điểm sinh dục thứ cấp, do đó thể hiện sự khác biệt lớn hơn giữa hai giới. Tuy nhiên, vẫn có những trường hợp ngoại lệ đối với một số nam thái giám hoặc dị tật cơ quan sinh dục (liên giới tính).

## Sinh học
Ở người, giới tính của một cá thể được xác định tại thời điểm thụ tinh bởi vật chất di truyền mang trong tế bào tinh trùng. Nếu một tế bào tinh trùng mang nhiễm sắc thể X thụ tinh với trứng, con cái thường sẽ là nữ (XX). Mặt khác, nếu một tế bào tinh trùng mang nhiễm sắc thể Y thụ tinh với trứng, thì con cái thường sẽ là nam (XY). Yếu tố quyết định thực sự là gen SRY, thường được tìm thấy trên nhiễm sắc thể Y. Những người có cấu trúc di truyền hoặc sinh lý không rõ ràng được gọi là liên giới tính. Thể dị bội nhiễm sắc thể giới tính, chẳng hạn như hội chứng XYY, cũng có thể xảy ra.
Giống như hầu hết các loài động vật có vú đực khác, bộ gen của đàn ông thường thừa hưởng nhiễm sắc thể X từ mẹ mình và một nhiễm sắc thể Y từ cha mình. Thai nhi nam tạo ra lượng nội tiết tố androgen lớn hơn và lượng estrogen nhỏ hơn so với thai nhi nữ. Sự khác biệt về số lượng tương đối của các steroid sinh dục này là nguyên nhân chủ yếu gây ra sự khác biệt về sinh lý để phân biệt nam và nữ.
Con người thể hiện lưỡng hình giới tính ở nhiều đặc điểm, trong đó có nhiều đặc điểm không liên quan trực tiếp đến khả năng sinh sản, mặc dù hầu hết các đặc điểm này đều có vai trò trong việc hấp dẫn giới tính. Hầu hết các biểu hiện của lưỡng hình giới tính ở người được tìm thấy ở chiều cao, cân nặng và cấu trúc cơ thể, mặc dù luôn có những ví dụ không tuân theo khuôn mẫu tổng thể. Ví dụ, đàn ông có xu hướng cao hơn phụ nữ, nhưng có rất nhiều người ở cả hai giới có chiều cao trung bình của loài.
Đặc điểm sinh dục sơ cấp (hay cơ quan sinh dục) là những đặc điểm có từ khi sinh ra và không thể thiếu trong quá trình sinh sản. Đối với nam giới, các đặc điểm giới tính chính bao gồm dương vật và tinh hoàn. Đặc điểm giới tính thứ cấp là những đặc điểm xuất hiện trong tuổi dậy thì ở người. Những đặc điểm như vậy đặc biệt rõ ràng trong các đặc điểm kiểu hình lưỡng hình về giới tính để phân biệt giữa các giới, nhưng — không giống như các đặc điểm giới tính chính — không trực tiếp là một phần của hệ thống sinh sản. Các đặc điểm giới tính phụ dành riêng cho nam giới bao gồm:
- Lông mặt;[4]
- Lông ngực;[7]
- Đôi vai rộng mở;[4]

Hệ thống sinh sản nam của con người

- Thanh quản mở rộng (còn được gọi là quả táo của Adam);[4] và
- Giọng nói trầm hơn đáng kể so với giọng của trẻ em hoặc phụ nữ.[4]

### Hệ sinh sản
Hệ thống sinh sản của nam giới bao gồm cơ quan sinh dục bên ngoài và bên trong. Cơ quan sinh dục ngoài của nam giới bao gồm dương vật, niệu đạo nam và bìu, trong khi cơ quan sinh dục trong của nam giới bao gồm tinh hoàn, tuyến tiền liệt, mào tinh hoàn, túi tinh, ống dẫn tinh, ống phóng tinh và tuyến vòi tinh.
Chức năng của hệ thống sinh sản nam là sản xuất tinh dịch, mang tinh trùng và do đó thông tin di truyền có thể kết hợp với trứng trong người phụ nữ. Vì tinh trùng đi vào tử cung của phụ nữ và sau đó đi tiếp vào ống dẫn trứng để thụ tinh với trứng phát triển thành thai nhi, hệ thống sinh sản của nam giới không đóng vai trò cần thiết trong suốt quá trình mang thai. Nghiên cứu về sinh sản nam và các cơ quan liên quan được gọi là nam khoa.

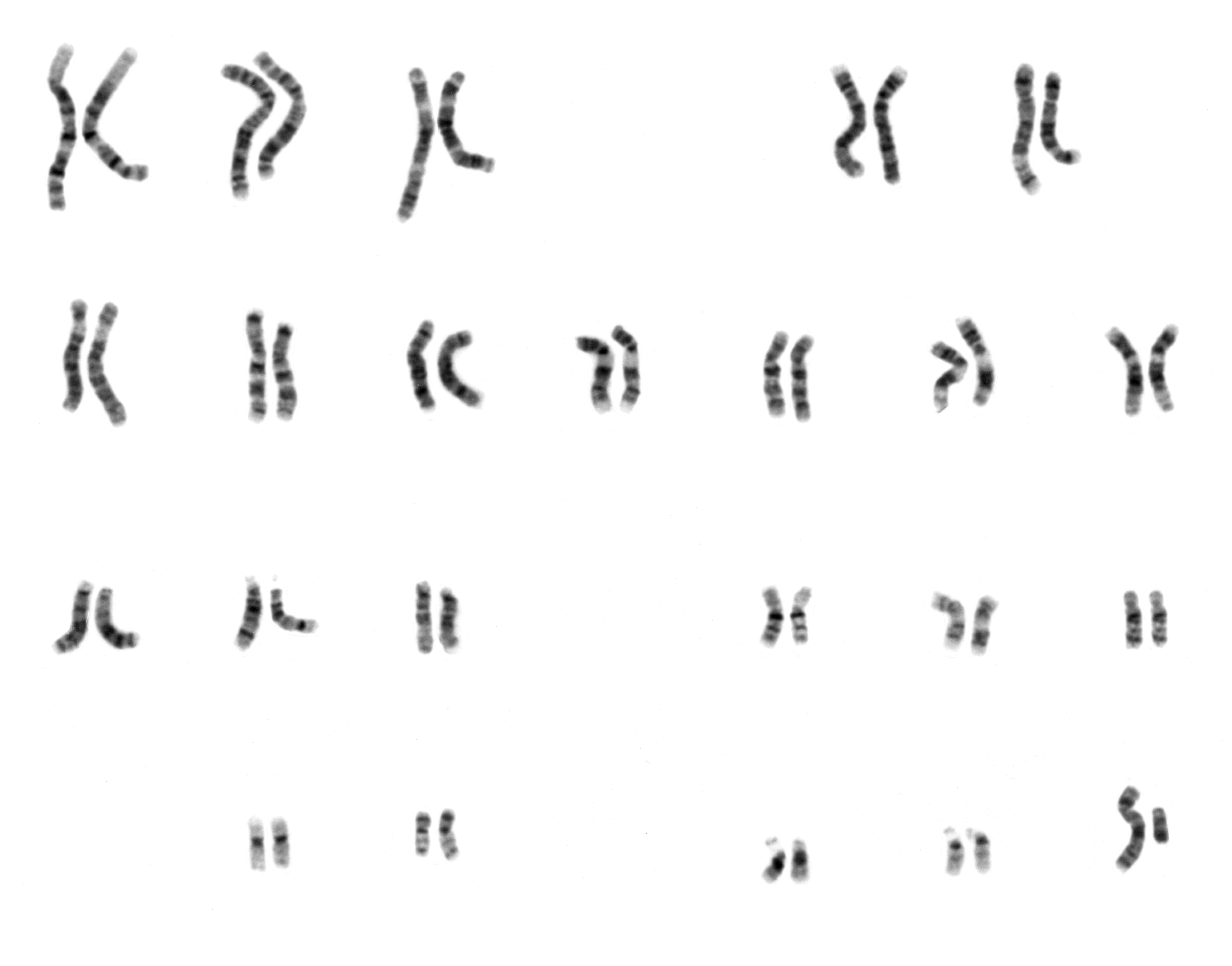
Karyogram của nam giới, sử dụng phương pháp nhuộm Giemsa. Nam giới thường có sự kết hợp XY trong nhiễm sắc thể.

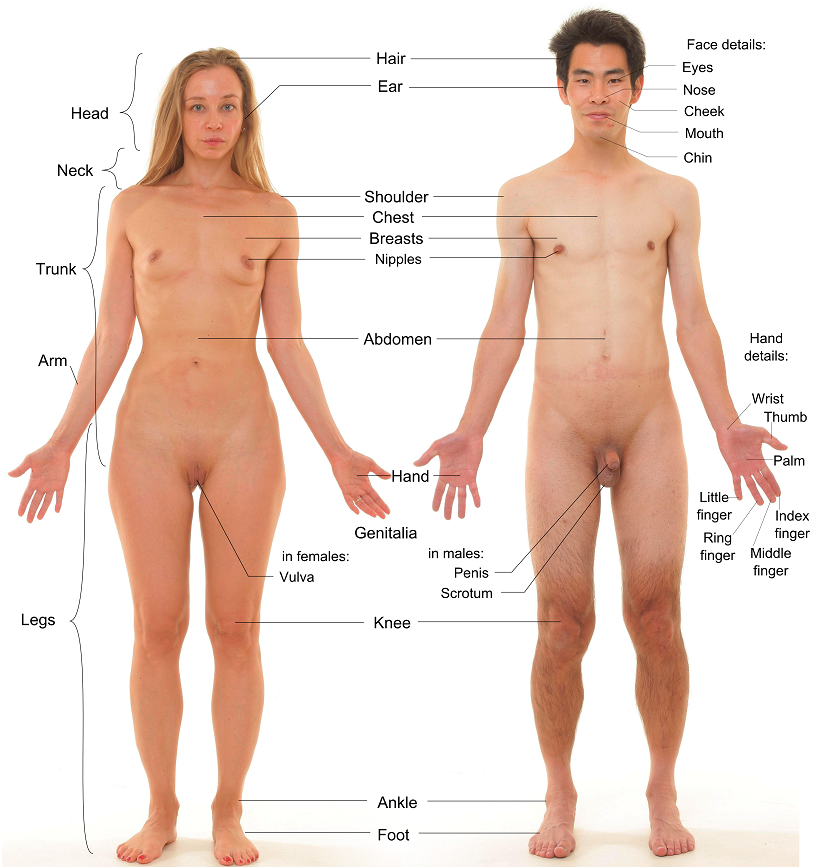
Ảnh của một nam giới trưởng thành với một nữ giới trưởng thành để so sánh. Lưu ý rằng lông mu của cả hai người mẫu đều được loại bỏ.

### Hormone giới tính
Ở động vật có vú, các hormone ảnh hưởng đến sự phân hóa và phát triển giới tính là nội tiết tố androgen (chủ yếu là testosterone), kích thích sự phát triển sau này của buồng trứng. Trong phôi thai chưa phân hóa giới tính, testosterone kích thích sự phát triển của các ống dẫn Wolffian, dương vật và đóng các nếp gấp âm hộ vào bìu. Một loại hormone quan trọng khác trong việc phân hóa giới tính là hormone chống Müllerian, chất này ức chế sự phát triển của các ống dẫn Müllerian. Đối với nam giới trong độ tuổi dậy thì, testosterone cùng với gonadotropin do tuyến yên tiết ra sẽ kích thích quá trình sinh tinh.

### Sức khỏe
Mặc dù nhìn chung nam giới mắc nhiều bệnh giống như phụ nữ, nhưng họ mắc nhiều bệnh hơn một chút so với phụ nữ. Nam giới có tuổi thọ thấp hơn và tỷ lệ tự tử cao hơn so với nữ giới.

## Tình dục và giới tính
Tình dục và sự hấp dẫn của nam giới khác nhau ở mỗi người, và hành vi tình dục của một người đàn ông có thể bị ảnh hưởng bởi nhiều yếu tố, bao gồm khuynh hướng phát triển, tính cách, giáo dục và văn hóa. Trong khi phần lớn nam giới là tình dục khác giới, một số thiểu số đáng kể là đồng tính luyến ái hoặc Song tính. Một số người đàn ông xác định là hầu hết là thẳng (mostly straight).
Một tỷ lệ nhỏ những người được chỉ định là nữ khi sinh có thể xác định là nam (thường được gọi là nam chuyển giới). Ngược lại, một số người được chỉ định là nam khi sinh có thể xác định là nữ (thường được gọi là chuyển giới nữ). Một số người được chỉ định là nam khi sinh cũng có thể được xác định là không phải nhị nguyên. Cũng có những người chuyển giới có thể xác định là nữ hoặc nam.

## Nam tính

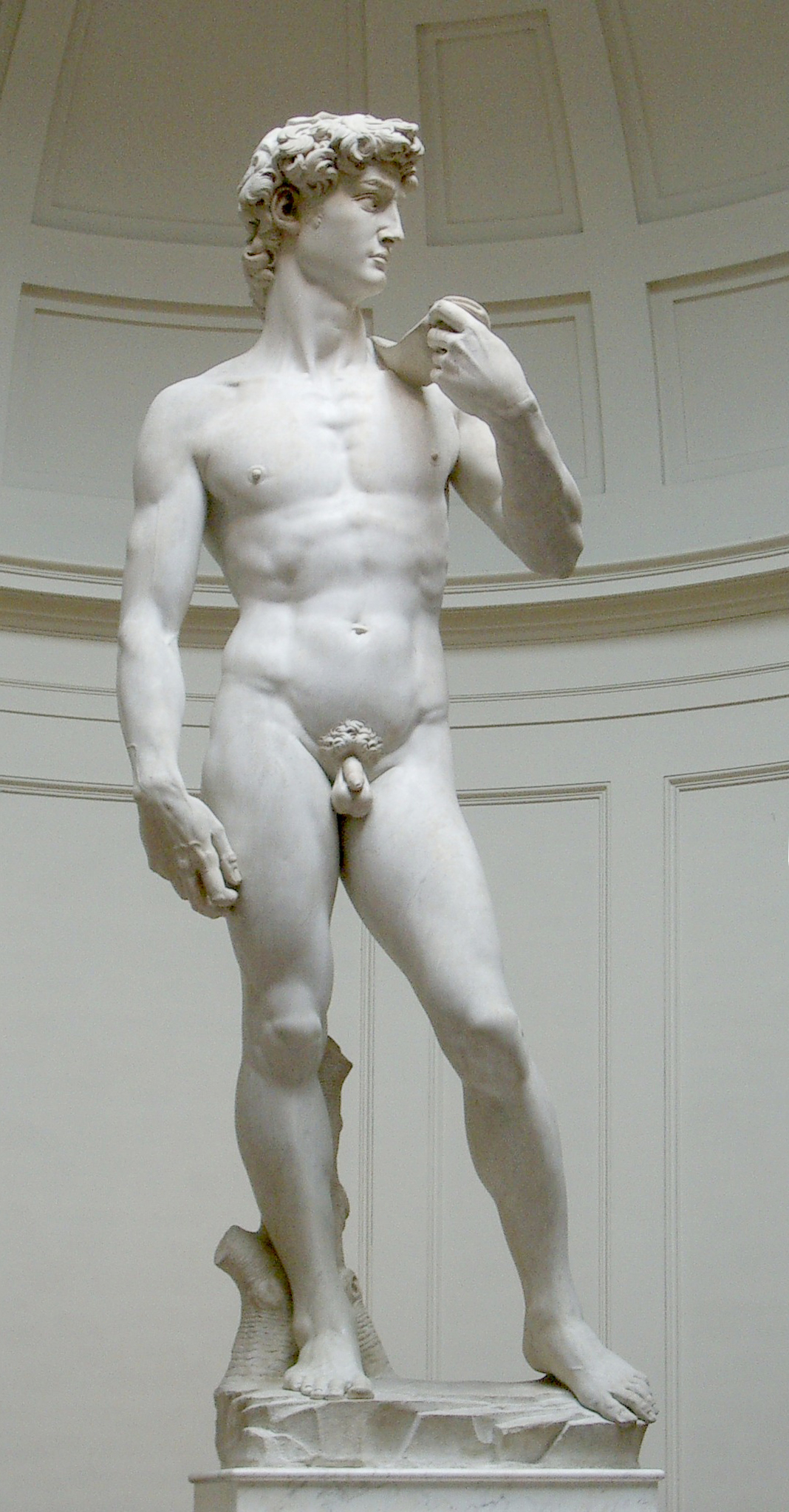
Bức tượng David của Michelangelo là hình ảnh tiểu biểu về vẻ đẹp của nam giới trong nghệ thuật phương Tây.

Nam tính là một tập hợp các thuộc tính, hành vi và vai trò liên quan đến con trai và nam giới. Mặc dù nam tính được xây dựng về mặt xã hội, một số nghiên cứu chỉ ra rằng một số hành vi được coi là nam tính có ảnh hưởng về mặt sinh học. Nam tính bị ảnh hưởng về mặt sinh học hoặc xã hội ở mức độ nào là chủ đề tranh luận. Nó khác với định nghĩa về giới tính nam sinh học, vì cả nam và nữ đều có thể biểu hiện các đặc điểm nam tính.
Các tiêu chuẩn về nam tính hay nam tính khác nhau giữa các nền văn hóa và giai đoạn lịch sử khác nhau. Mặc dù các dấu hiệu bên ngoài của nam tính trông khác nhau ở các nền văn hóa khác nhau, nhưng có một số khía cạnh chung trong định nghĩa của nó giữa các nền văn hóa. Trong tất cả các nền văn hóa trong quá khứ, và vẫn còn giữa các nền văn hóa truyền thống và không phải phương Tây, kết hôn là sự phân biệt rõ ràng và phổ biến nhất giữa thời trai trẻ và thời kỳ nam giới. Vào cuối thế kỷ 20, một số phẩm chất truyền thống gắn liền với hôn nhân (chẳng hạn như "ba chữ P" bảo vệ, cung cấp và sinh sản) vẫn được coi là dấu hiệu của việc đã đạt được tuổi đàn ông.
Nhân chủng học đã chỉ ra rằng nam tính tự nó có địa vị xã hội, giống như sự giàu có, chủng tộc và tầng lớp xã hội. Ví dụ, trong văn hóa phương Tây, người có nam tính cao hơn thường mang lại địa vị xã hội cao hơn. Nhiều từ tiếng Anh như đức hạnh và dương vật (từ gốc Ấn-Âu vir nghĩa là con người) phản ánh điều này.
Mô hình Parsons được sử dụng để đối chiếu và minh họa các quan điểm cực đoan về vai trò giới. Mô hình A mô tả sự tách biệt hoàn toàn giữa vai trò nam và nữ, trong khi Mô hình B mô tả sự xóa bỏ hoàn toàn các rào cản giữa các vai trò giới.

## Bình đẳng nam nữ
Trong lịch sử loài người, sau khi chế độ mẫu hệ tàn lụi, hầu hết các nền văn hóa đã theo chế độ phụ hệ, với sự đề cao các quyền lợi của nam giới. Theo đó nam giới luôn là những người lãnh đạo bộ lạc, dân tộc, quốc gia v.v. và mọi của cải đều truyền cho con trai với ý nghĩa "quyền huynh thế phụ". Quan niệm Nho giáo tại các nước phương Đông cũng nhấn mạnh thêm vai trò thống trị tuyệt đối của nam giới, "nhất nam viết hữu, thập nữ viết vô". 
Hiện nay nền văn minh nhân loại đang hướng tới bình đẳng nam nữ với sự đề cao quyền bình đẳng trong xã hội của nữ giới tương đương nam giới. Tuy nhiên đó là về mặt pháp luật, còn những đặc điểm tự nhiên về giới tính được hình thành qua hàng triệu năm tiến hóa thì không thay đổi, vì vậy nam giới vẫn chiếm ưu thế trong xã hội so với nữ giới:
- Nam giới có xu hướng hành động nhanh chóng, quyết đoán, trong khi phụ nữ có xu hướng thụ động, bị cảm xúc chi phối.
- Phụ nữ yếu hơn nam giới về thể chất, bởi vì trong hàng triệu năm tiến hóa phụ nữ không thực hiện nhiệm vụ yêu cầu cao về thể chất như nam giới (phụ nữ chỉ hái lượm, trong khi nam giới phải đi săn thú hoặc chiến đấu để bảo vệ bộ lạc).
- Chức năng não: phụ nữ nói nhiều hơn, trong khi nam giới được định hướng nhiều hơn cho hành động. Nam giới học các môn khoa học tự nhiên (cần tư duy logic học) tốt hơn, còn phụ nữ tư duy ngôn ngữ tốt hơn do họ nói nhiều hơn. Tuy nhiên khi sáng tác văn học, vốn cần kết hợp tính ngôn ngữ với tính logic thì nam giới vẫn vượt trội hơn (ví dụ: trong 28 giải Nobel văn học được trao trong giai đoạn 1990-2018, có 21 người là nam và chỉ có bảy người là nữ).
- Phụ nữ luôn có xu hướng tìm kiếm một người đàn ông mạnh mẽ để đạt được sự bảo vệ
- Nam giới có tinh thần sắn sàng đối mặt với thử thách cao hơn phụ nữ.

Một số đặc điểm khác có thể kể đến như: Đàn ông có thể đọc các bản hướng dẫn kỹ thuật và giải mã chúng dễ dàng hơn phụ nữ; đàn ông có xu hướng tự suy nghĩ để tìm giải pháp cho vấn đề thay vì tốn thời gian để trao đổi nó với bạn bè, cha mẹ và người thân như đối với phụ nữ; đàn ông ít quan tâm đến những vấn đề nhỏ nhặt như thời trang, phong cách ăn mặc như là phụ nữ; phụ nữ dễ thay đổi quan điểm bởi tác động bên ngoài trong khi đàn ông kiên định hơn trong quan điểm và cảm xúc của họ về bất cứ điều gì.
Theo nghiên cứu của Kinda B. Coffman và Christine L. Exley, hai giáo sư trợ giảng tại Trường Kinh doanh Harvard, nhìn chung các nhà tuyển dụng tại Mỹ thích tuyển nam giới hơn, không phải vì họ có thành kiến hoặc thích phân biệt đối xử với phụ nữ, mà vì đàn ông có hiệu quả làm việc trung bình tốt hơn ở một số lĩnh vực nhất định, nhất là lĩnh vực liên quan đến thể chất và tư duy logic
Quyền lực và sự kiểm soát là động cơ xã hội thực sự đằng sau việc phân chia các vai trò giới tính, thông qua phân công lao động. Không chỉ đơn giản là sự khác biệt về quan niệm xã hội, các đặc điểm tự nhiên đem lại ưu thế cho nam giới (sức khỏe, tư duy logic, mức độ tập trung trí óc đều tốt hơn phụ nữ), vẫn thường thấy xu thế nam giới nổi trội rõ rệt trong các công việc phức tạp như nhà lãnh đạo, nhà khoa học, nghệ nhân... Ngay cả với những công việc thường được dành cho phụ nữ như nấu ăn, các cá nhân nổi bật nhất (đầu bếp chuyên nghiệp) vẫn thường là đàn ông.

## Vai trò giới tính

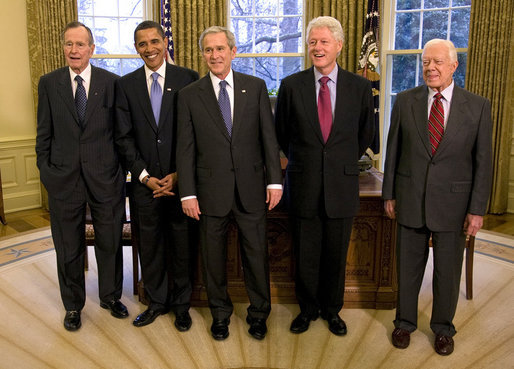
Các tổng thống của Hoa Kỳ gồm: George H. W. Bush, Barack Obama, George W. Bush, Bill Clinton, và Jimmy Carter. Dù không có đạo luật nào dành riêng vị trí tổng thống cho nam giới nhưng tất cả các tổng thống của Hoa Kỳ đến nay đều là nam giới.

Lịch sử nhân loại đến ngày nay vẫn được đánh dấu bởi sự thống trị của nam giới trong chính trị, gia đình, khoa học... Nhiều tôn giáo trên thế giới thuyết giáo về sự thống trị của nam giới. Về mặt sinh học, nam giới có những ưu thế về thể chất và trí tuệ so với nữ giới, do đó số lượng các nhân vật xuất chúng là nam giới luôn vượt trội so với nữ giới. Theo thống kê, tỉ lệ thiên tài trên thế giới bao gồm các nhà khoa học, nhà văn, chính trị gia, họa sĩ, nhà soạn nhạc... đều nghiêng vượt trội về phía nam giới.
Có nhiều vai trò chỉ dành riêng cho nam giới. Ví dụ như chức vị Giáo hoàng trong Giáo hội Công giáo Rôma chỉ dành riêng cho nam giới hay các vị trí tối cao là quốc vương của một quốc gia (vua trong trường hợp là nam) thời phong kiến trong các quốc gia theo chế độ quân chủ lập hiến thường được ưu tiên cho nam giới. Hoặc những công việc chỉ nam giới mới có thể làm được như hoạn quan (thái giám)...
Hình mẫu người đàn ông tốt hay một chàng trai tốt, một người tốt là thuật ngữ được nhắc đến nhiều trong công luận nói chung, trong xã hội, báo chí và trong văn hóa đại chúng mô tả một người nam trưởng thành hoặc thanh niên với những đặc điểm tính cách thân thiện, tốt bụng nhưng không quá quyết đoán, lấn át trong bối cảnh của một mối quan hệ với một người phụ nữ.
Ngày 19 tháng 11 hàng năm là Ngày Quốc tế Nam giới.

## Tiếng Việt
Trong tiếng Việt có nhiều từ dùng để chỉ nam giới. Để gọi khái quát có thể có các từ "nam", "đàn ông"; gọi nam giới còn trẻ tuổi có thể là "con giai", "con trai", "giai" "nam thanh niên"; gọi người cao tuổi có thể dùng các từ "ông già", "cụ già", "lão già"; nói về nam giới với ý nghĩa hơi mỉa mai, tếu táo có thể gọi "đực rựa", "đực"; gọi trong tương quan với nữ giới và có chút ngữ nghĩa văn chương có thể gọi là "phái mạnh" hay "đấng mày râu".
Trong xưng hô ngôi thứ ba, nam giới được gọi bằng các từ "thằng", "thằng ấy", "đực", "rựa", "cậu", "ông", "bố", "chú", "bác" v.v.